# Les Hommes aux aiguilles
```

```

Les Hommes aux aiguilles (titre original : The Needle Men) est le titre d'une nouvelle de George R. R. Martin, parue pour la première fois en octobre 1981 dans le magazine The Magazine of Fantasy & Science Fiction. Cette nouvelle fait partie du recueil original Songs the Dead Men Sing, regroupant neuf histoires de Martin, publié en octobre 1983.
La nouvelle a été traduite et publiée en français pour la première fois en octobre 1982 dans le no 333 du magazine Fiction aux éditions OPTA. Elle est incluse par la suite dans le recueil La Fleur de verre, regroupant sept histoires de Martin, publié le 17 septembre 2014 aux éditions ActuSF.

## Distinction
- La nouvelle a été nommée pour le prix Locus de la meilleure nouvelle courte 1982.